# Fishia derelicta
Fishia derelicta är en fjärilsart som beskrevs av George Francis Hampson 1913. Fishia derelicta ingår i släktet Fishia och familjen nattflyn. Inga underarter finns listade i Catalogue of Life.